# A 160 Hummingbird
A160 Hummingbird — разведывательный БПЛА. Первый полёт выполнил в январе 2002 года на базе Военно-Воздушных сил США Victorville (Калифорния). Внешне похож на вертолёт, но отличается от любого современного вертолёта. Он может работать как автономно, так и под дистанционным управлением. Полезная нагрузка составляет 135 кг (300 фунтов). 
На дроне в одном из вариантов может устанавливаться сверхчувствительная камера Argus-IS, способная делать снимки с разрешением 1,8 гигапикселей.
Система также может обеспечивать видеотрансляцию в режиме реального времени со скоростью 10 кадров в секунду, возможности камеры позволяют вести наблюдение за людьми и машинами с высоты 6,1 км на площади 168 квадратных километров.
Аппарат способен вести наблюдение за 65 отдельными предметами в отдельных «окнах», даже если эти объекты движутся в разных направлениях.

## ЛТХ
- Длина 10.7 м
- Диаметр ротора 11.0 м
- Вес 1950 кг
- Скорость 260 км/ч
- Потолок 8530 м
- Дальность действия 3150 км
- Продолжительность полета-около 20 ч